# Georges Briquet
Jean Georges Briquet, dit Georges Briquet, surnommé Papy, né le 5 février 1898 à Limoges (Haute-Vienne) et mort le 8 février 1968 à Paris, est un journaliste sportif français.
Surnommé le « roi des radio-reporters », il est l'une des grandes voix de la radio française des années 1930 aux années 1950. Il forma notamment Roger Couderc, Robert Chapatte et Thierry Roland.

## Biographie
Après une jeunesse sportive (cyclisme, escrime et aviron, notamment), Georges Briquet entre dans la vie active en exerçant les métiers les plus divers à Limoges puis à Paris. Il entre comme coursier dans une agence de publicité et fréquente alors les studios de Radio Paris en 1929 où il livre des textes publicitaires et sportifs. Pratiquant de longue date l'écriture de reportage sportif (son premier article est publié par un journal local alors qu'il n'a que 13 ans), il devient pigiste pour le Miroir des Sports.
En 1931 il effectue sa première intervention à la radio à l'occasion de la course cycliste Paris-Limoges, sans suite. Il entre au Poste Parisien l'année suivante dans le cadre d'une collaboration entre les rédactions de la station et du Miroir des sports. Il débute sur Le Poste en commentant les six jours de Paris 1932 puis couvre le Tour de France. Il couvre d'autres sports comme le football et le tennis laissant le rugby à Marcel de Laborderie.
Outre ses reportages sportifs, Briquet assure également le commentaire d'autres types de programme comme le tirage de la loterie nationale, qui fait beaucoup pour sa notoriété, ou des programmes de variétés comme le radio crochet du Poste Parisien L'heure des amateurs qui révéla notamment Bourvil.
La grande différence entre le style de Briquet et des autres commentateurs officiant alors était son débit. Briquet parle vite, donnant du rythme à ses interventions tandis que les autres commentateurs parlent lentement en articulant bien afin de se faire bien comprendre par tous. Briquet était également le roi de l'improvisation, et ne limitait pas ses commentaires aux seuls faits sportifs. Il adorait s'attarder sur la description d'un paysage ou des à-côtés de l'évènement. 
La Seconde Guerre mondiale met un terme à ses activités car il refuse de travailler pour Radio Paris contrôlée par les Allemands. Il entre alors à la radiodiffusion nationale d'abord basée en zone libre puis à Paris. Il est chef du service des sports et reprend ses reportages sportifs, ses émissions de variétés et le tirage de la loterie nationale.

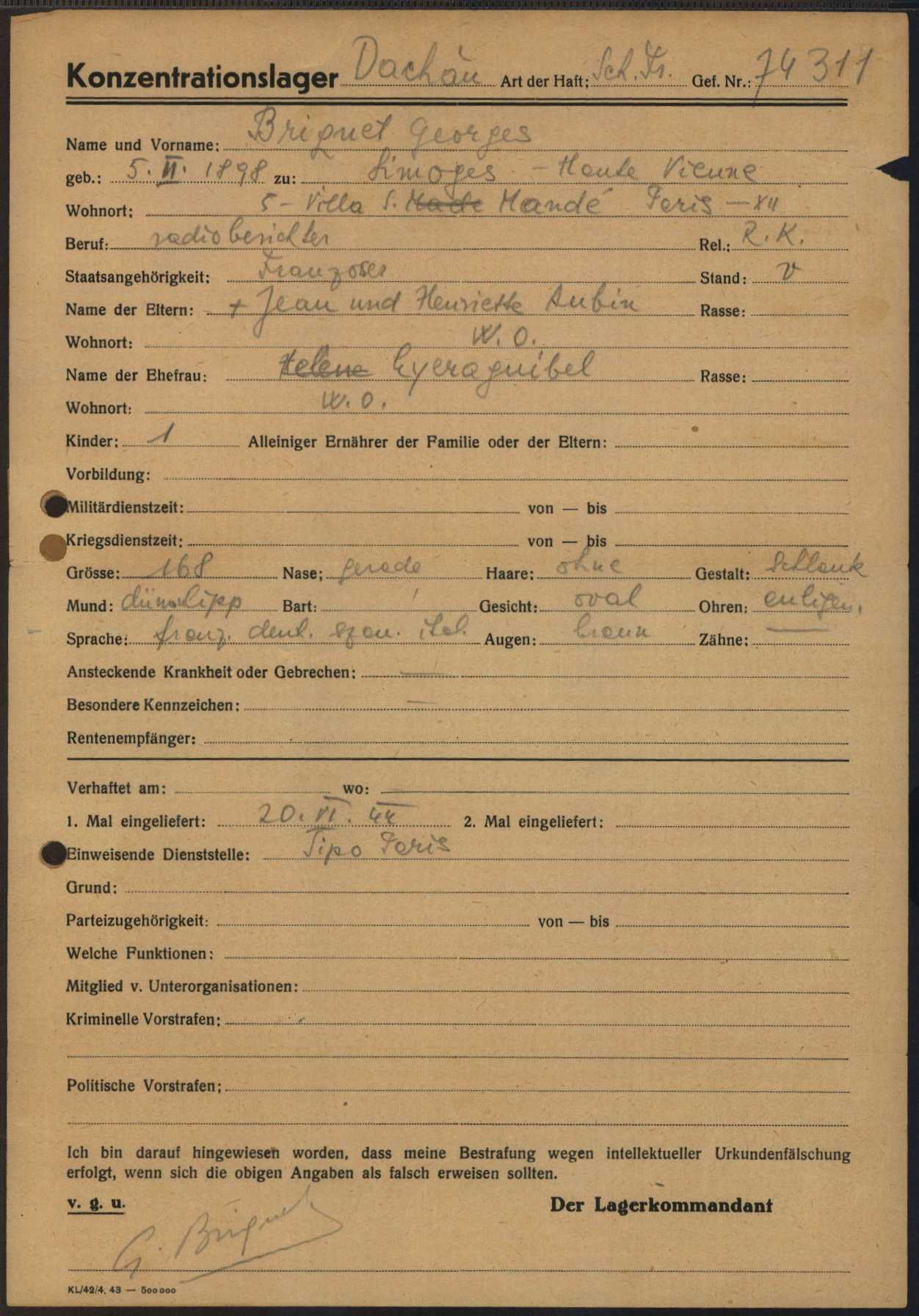
Formulaire d'enregistrement de Georges Briquet en tant que prisonnier dans le camp de concentration nazi de Dachau.

Soupçonné d'activités suspectes depuis 1943 par la police allemande, il est déporté à Dachau au Block 13 le 10 juin 1944. Il y perd pied et sombre dans la mélancolie. Ses camarades de captivité, le voyant décliner, lui font un cadeau pour lui remonter le moral : ils ont bricolé avec des bouts de câbles et de métaux glanés ici ou là une reproduction d'un micro très approximatif. Ils lui demandent alors de leur faire le commentaire d'une arrivée d'étape du Tour de France. Briquet s'exécute avec entrain et retrouve un bon moral. Il publiera plus tard un ouvrage de témoignage : Rescapé de l'enfer nazi.
Ayant survécu à la déportation, Briquet devient en 1945 chef du service des sports de la radio nationale (RDF puis RTF à partir de 1949). Il anime l'émission Sports et musique du dimanche après-midi, qui, sur quatre heures, suit les grands rendez-vous du sport dominical. Il est sollicité en 1960 pour servir de médiateur dans un conflit opposant la Fédération française de football et la télévision française à propos de la diffusion des matches. Parmi les nombreux journalistes ayant commencé leur carrière aux côtés de Georges Briquet, citons Roger Couderc, Robert Chapatte et Thierry Roland,. Briquet reste à la direction des sports jusqu'à sa retraite en 1964.
Il écrit plusieurs ouvrages sportifs dont Football d'aujourd'hui et de demain en 1960 et Ici, 60 ans de tour de France en 1962.
Georges Briquet meurt le 8 février 1968 au sein de l'Hôpital d'instruction des armées du Val-de-Grâce dans le 5e arrondissement, et, est inhumé au cimetière parisien d'Ivry (42e division).
Georges Briquet a été également acteur de cinéma dans quelques films : Les Cinq Sous de Lavarède de Maurice Cammage avec Fernandel en 1939, Au fil des ondes de Pierre Gautherin avec Robert Lamoureux en 1950 et Le Boulanger de Valorgue d'Henri Verneuil avec Fernandel en 1952, notamment. Il assure la voix off française avec Jean Antoine et Pierre Brive pour le film Les Dieux du stade (1938).

## Titres et décorations
- Croix de guerre 1914–1918, étoile de bronze
- Croix de guerre 1939–1945
- Officier de la Légion d'honneur
- Commandeur de l'ordre du Mérite sportif‎

Georges Briquet était officier de la Légion d'honneur, commandeur du Mérite sportif, décoré de la croix de guerre 1914-1918 et 1939-1945. Il était également vice-président des anciens de Dachau.